# Райхсорганизация на евреите в Германия
Райхсорганизацията на евреите в Германия (на немски: Reichsvereinigung der Juden in Deutschland), известна още като Еврейски съвет, е създадена на 4 юли 1939 г. по силата на Нюрнбергските закони като обединение на евреите в Третия райх.
Организацията е под контрола на Гестапо и РСХА. Председател на организацията е Лео Бек.
Членството в нея е задължително за германските евреи, както и плащането на членски внос. Първоначално от членство в организацията са освободени т.нар. мишлинги, т.е. лица, родени от смесени бракове между евреи и неевреи, но впоследствие се допуска и такова членство в организацията.